# Galeria Akumulatory 2
La Galeria Akumulatory 2 à Poznań était l’une des galeries les plus importantes en Pologne, représentant des tendances internationales dans l'avant-garde et dans l’art conceptuel durant les années 1972-1990. Son fondateur et commissaire d’exposition était Jarosław Kozłowski  - un artiste conceptuel polonais, actuellement professeur à l’Académie des Beaux-Arts de Poznań et à la Rijksakademie van Beeldende Kunsten d'Amsterdam. La galerie présentait des expositions des plus grands artistes d’avant-garde provenant du monde entier. Le festival Fluxus y a eu lieu en 1977. 
Parmi les artistes qui ont exposé dans cette galerie, on citera : 
| - Eric Andersen - Andrzej Bereziański - René Block - Victor Burgin - Michael Craig-Martin - COUM Transmissions - Ebon Fisher - Geoffrey Hendricks - Akira Komoto | - Hans-Werner Kalkmann - Robin Klassnik - Richard Long - Yoko Ono - Bogdan Perzynski - Endre Tót - Jacek Tylicki - Emmett Williams - Krzysztof Wodiczko |  |